# ویسپوران
ویسپوران طبقه دوم از چهار نوع اشراف دوره ساسانی بود. این گروه شامل شاهزادگان خاندان ساسان یا افراد مرتبط با آن‌ها می‌شد. با این حال، اعضای این گروه متعلق به خانواده نزدیک پادشاه ساسانی نبودند.